# Trío Fattoruso
Trío Fattoruso fue un trío de jazz uruguayo que en sus dos etapas integró miembros de la familia Fattoruso.

## Historia

### Primera etapa
El trío original fue formado en 1952 por Antonio Fattoruso, padre de Hugo y Osvaldo Fattoruso. Hugo tenía nueve años y tocaba el piano y el acordeón, Osvaldo, cuatro años y era el baterista. Antonio tocaba un bajo construido por él mismo con un balde, una escoba y un cordón que hacía de única cuerda. El trío actuaba en festivales callejeros y su repertorio abarcaba varios estilos vinculados al Carnaval uruguayo, así como rock and roll o dixieland.
Alrededor de 1960 Hugo y Osvaldo se integraron a The Hot Blowers, luego formaron Los Shakers, Opa en Estados Unidos, y en los años ochenta regresaron a Uruguay formando parte de múltiples proyectos y bandas.

### Segunda etapa
En 1999 recrearon el Trío Fattoruso, esta vez con Francisco, hijo de Hugo, como bajista, Osvaldo en batería y Hugo en teclados y voz.
A mediados de los años noventa Hugo vivía en Nueva York, donde conoció al productor Neil Weiss, que, entusiasmado con la música uruguaya, editó varios álbumes de músicos uruguayos en su sello Big World Music. Entre ellos Homework de Hugo en 1997 y el primer álbum homónimo de Trío Fattoruso en 2001.

#### Primer álbum
Trío Fattoruso fue grabado y mezclado por Luis Restuccia en el Estudio del Cordón de Montevideo, producido por Neil Weiss y editado en 2001. César Pradines, en una nota para La Nación, advirtió que Francisco, autor de varios temas, acercó al trío una mirada de rock moderno. Todd S. Jenkins, escribió en su reseña contemporánea del álbum para All About Jazz: "Entre ellos, los miembros de Trío Fattoruso han conjurado un disco refrescante y consistentemente sorprendente. Esta aventura familiar latinoamericana merece una escucha repetida; uno de los lanzamientos más entretenidos del año."

#### En vivo en Medio y Medio
En 2005 el trío editó En vivo en Medio y Medio, un álbum en vivo grabado en enero de ese año en el club Medio y Medio de Punta del Este. Francisco Fattoruso se encargó de la producción, aunque Hugo hizo sus propios arreglos. Pradines, en una crítica positiva para La Nación, escribió: "El trío suena con espíritu de riesgo; hay en ellos una necesidad de saltar al vacío para comprobar que siguen entendiéndose como pocas agrupaciones en el planeta." Y definió a la música dominada por "un criterio de fusión en el que los elementos del jazz y del rock se reúnen desde las diferentes influencias que tienen sus integrantes", apuntando, también, que "sobrevuela un clima de rock sinfónico surgido desde los teclados de Hugo". En vivo en Medio y Medio fue editado en Argentina en 2005 por Los Años Luz y en 2009 en Uruguay por Montevideo Music Group.

#### Brainstorming
En 2020, finalmente se editó en plataformas digitales Brainstorming, el segundo álbum de estudio del trío, que había sido grabado en 2002 en el estudio Circo Beat, pero Neil Weiss, director del sello Big World Music había demorado su salida. En el álbum, como en sus otros dos discos, dominan las composiciones originales.

#### Global Warming
El 7 de mayo de 2021 se editó un cuarto álbum, titulado Global Warming, con grabaciones efectuadas en el estudio Circo Beat de Buenos Aires y el estudio Del Cordón de Montevideo. El disco también es producido por Neil Weiss y la dirección musical es de Hugo Fattoruso. Las composiciones pertenecen a Hugo Fattoruso, Carlos Quintana, Chico Buarque, Franciso Fattoruso, Milton Nascimento y Ronaldo Bastos, Ana France y Hermeto Pascoal.

### Agrupaciones relacionadas
Hugo y Osvaldo Fattoruso también integraron otras agrupaciones de jazz con propuestas equiparables a la del Trío Fattoruso: el trío Fatto-Maza-Fatto, con el bajista uruguayo Daniel Maza, con quien grabaron el álbum Tango del Este en 2011, el Cuarteto Oriental, con Maza en bajo y Leonardo Amuedo en guitarra, y con Fabián Miodownik en percusión tras el fallecimiento de Osvaldo en 2012, agrupación que editó Cuarteto Oriental en 2012 y Sin corbata en 2017, y el Trío Oriental, Hugo Fattoruso, Maza y Miodownik, que en 2019 editó un álbum homónimo.

## Discografía
- Trío Fattoruso (Big World Music. 2001)
- En vivo en Medio y Medio (Los Años Luz. 2005)
- Brainstorming (Big World Music. 2020) (grabado en 2002, mezclado en 2008, masterizado en 2020)
- Global Warming (Big World Music. 2021)